# 日本社会人バスケットボールリーグ
日本社会人バスケットボールリーグ（にほんしゃかいじんバスケットボールリーグ、英: Japan Society Basketball League、略称: SBL）は、日本のアマチュアバスケットボールリーグである。
本頁では、全国リーグであるSB1リーグについて主に記述する。地域別で行われているSB2リーグについては地域リーグ (バスケットボール)で記述する。

## 概要
2016年にB.LEAGUEと共に開幕したB3リーグ（以下、B3）は、開幕時点で4つの企業チームが所属するセミプロリーグとして活動しており、アマチュアチームにとっては最高位カテゴリであった。しかし、B3は企業チームのプロ化やリーグ退会が相次いだことと2026-27シーズンから組織改編されるため、2024-25シーズンからプロバスケットボールクラブ運営を主たる業務としている運営法人（プロクラブ）のみが加盟できるリーグとなり、男子アマチュアチームにとっての全国リーグが無くなっていた。
セミプロリーグとしてのB3が閉幕した直後の2024年6月15日に、日本バスケットボール協会と日本社会人バスケットボール連盟が主催する日本最高峰のアマチュアバスケットボールリーグとして開幕。SBL-SB1が全国リーグ、SBL-SB2が地域リーグとして開催されている。
なお、女子のトップリーグであるWリーグは所属チームの大半が企業チームとなるプロアマ混合リーグであるが、SBL-SB1は女子の部門も設けられWリーグの下部としてリーグ戦が展開される。

### 大会方式
決定戦・入れ替え戦
男子はSBL-SB2各ブロックの1位且つSBL-SB1への参加を希望するチームで決定戦を行う。決定戦1位とSBL-SB1リーグ8位でノックアウト方式の入れ替え戦を行う。
女子はSBL-SB2各ブロックの1・2位且つSBL-SB1への参加を希望するチームで決定戦を行い、2チームを推薦する。SBL-SB1との入れ替え戦は行わない。

## 沿革

### 2020年代
2024年（令和6年）
- 4月17日 - リーグ名称と競技日程が決定[1]。
- 6月15日 - SB1リーグ初年度のレギュラーシーズンが始まる[1]。

2025年（令和7年）
- 1月26日 - レギュラーシーズン最終戦が行われ、男子SB1リーグ初代王者がJR東日本秋田PECKERSに、女子SB1リーグ初代王者がミツウロコにそれぞれ決まる[2]。
- 2月16日 - SBL (SB1-SB2) 入替戦が大治町スポーツセンターで行われ、ONELYS Wakayamaが黒田電気Bullet Spiritsに勝利し、SB1リーグ昇格を決める[3]。
- 6月28日 - SB1リーグ2年目のレギュラーシーズンが始まる[4]。

## チーム一覧

### SB1男子参加チーム
2025-26シーズン
- JR東⽇本秋⽥PECKERS
- ⼭形クベーラ
- プロテリアル ブルドッグス
- ⽇本無線
- 横河電機WILDBLUE
- 富⼠通
- ONELYS wakayama
- 九州電力アーティサンズ

### SB1⼥⼦参加チーム
2025-26シーズン
- 秋⽥銀⾏
- ⼭形銀⾏
- ミツウロコ
- 滋賀銀⾏LakeVenus
- 紀陽銀⾏ハートビーツ
- OTC ANCHORS
- 今治オレンジブロッサム
- 鶴屋百貨店

## 歴代結果

### 優勝チーム
| シーズン | 男子                | 男子             | 女子       | 女子              |
| シーズン | 優勝                | 準優勝           | 優勝       | 準優勝            |
| -------- | ------------------- | ---------------- | ---------- | ----------------- |
| 2024-25  | JR東日本秋田PECKERS | 横河電機WILDBLUE | ミツウロコ | 滋賀銀行LakeVenus |